# Diócesis de Tarazona
La diócesis de Tarazona (en latín: Dioecesis Turiasonensis) es una circunscripción eclesiástica de la Iglesia católica en España. Se trata de una diócesis latina, sufragánea de la archidiócesis de Zaragoza. Desde el 28 de junio de 2022 su obispo es Vicente Rebollo Mozos.

## Territorio y organización

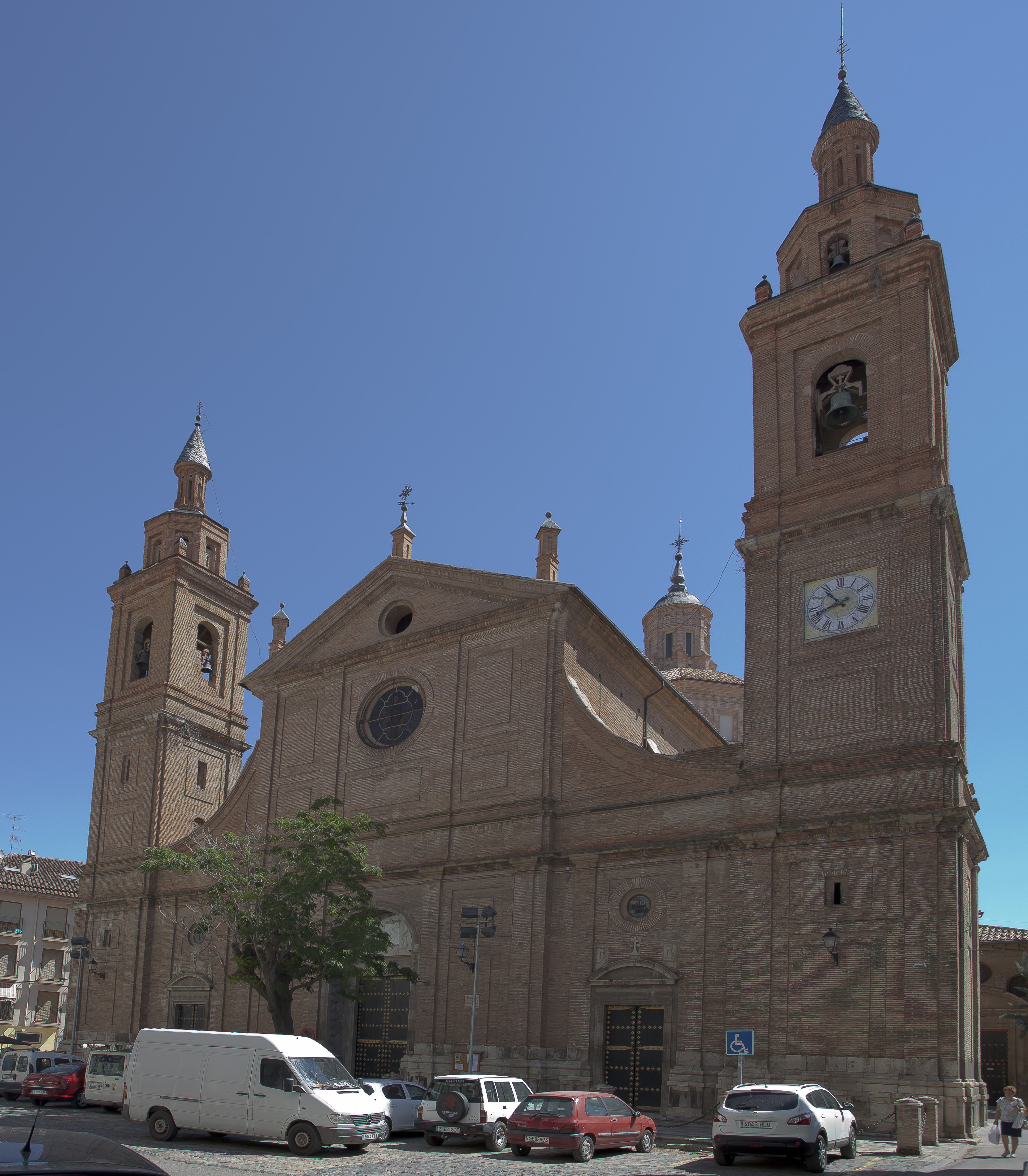
Real Colegiata del Santo Sepulcro, en Calatayud

La diócesis tiene 4514 km² y extiende su jurisdicción sobre los fieles católicos de rito latino residentes en parte de la comunidad autónoma de Aragón, comprendiendo la parte noroccidental de la provincia de Zaragoza.

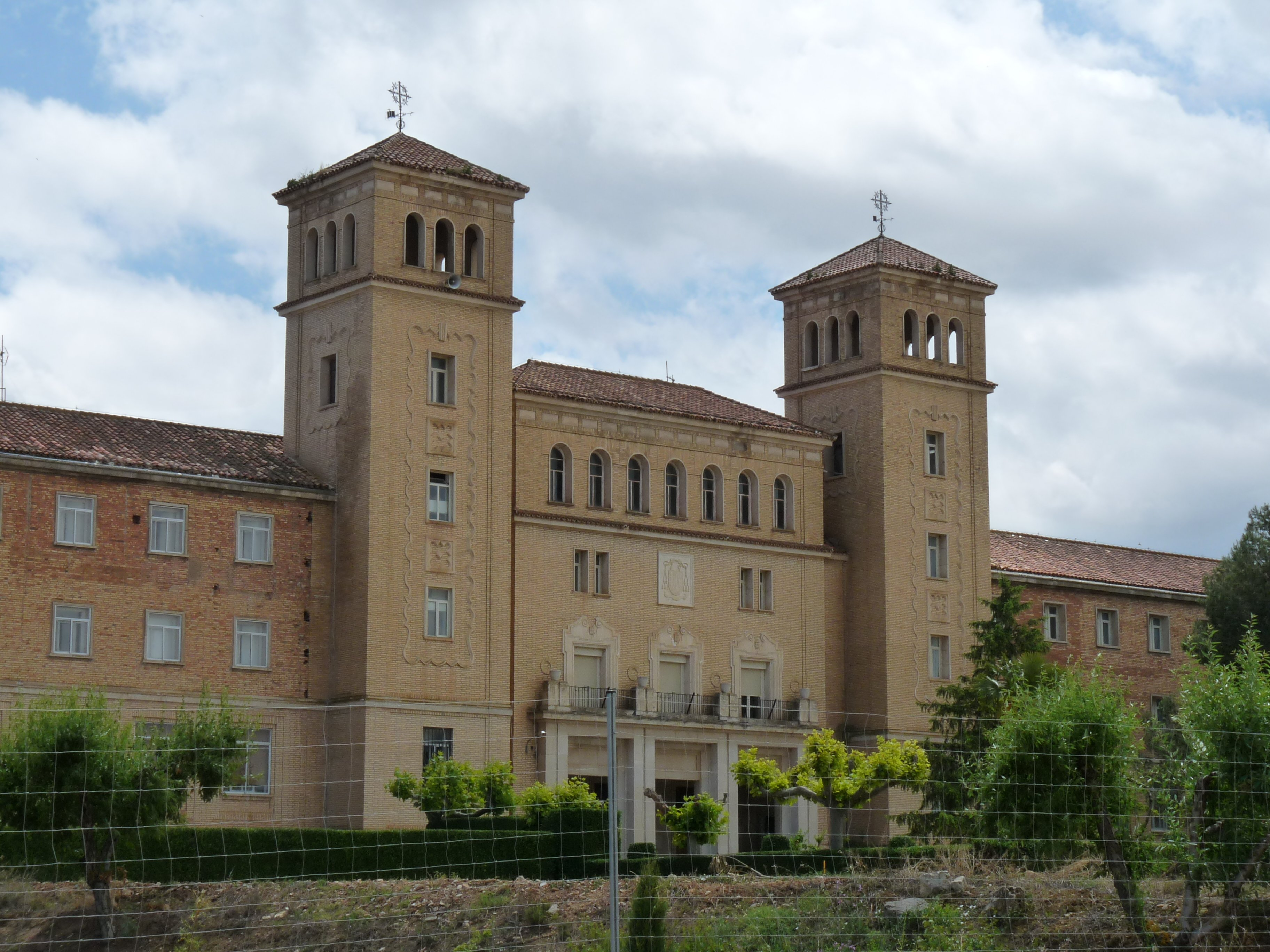
Seminario diocesano de Tarazona

La sede de la diócesis se encuentra en la ciudad de Tarazona, en donde se halla la Catedral de Nuestra Señora de la Huerta, de estructura gótica, interior renacentista y reminiscencias mudéjares. Después de varias décadas cerrada al culto y al turismo por obras estructurales, fue reconsagrada en 2011. También Tarazona se hallan: el Palacio Episcopal, los dos seminarios de la diócesis, y un importante archivo musical de la época de los Reyes Católicos. En Calatayud se encuentra la basílica menor Real Colegiata del Santo Sepulcro, mientras que en Borja existe la Colegiata de Santa María y en Maluenda destaca por sus importantes pinturas mudéjares la iglesia parroquial de Santa María.

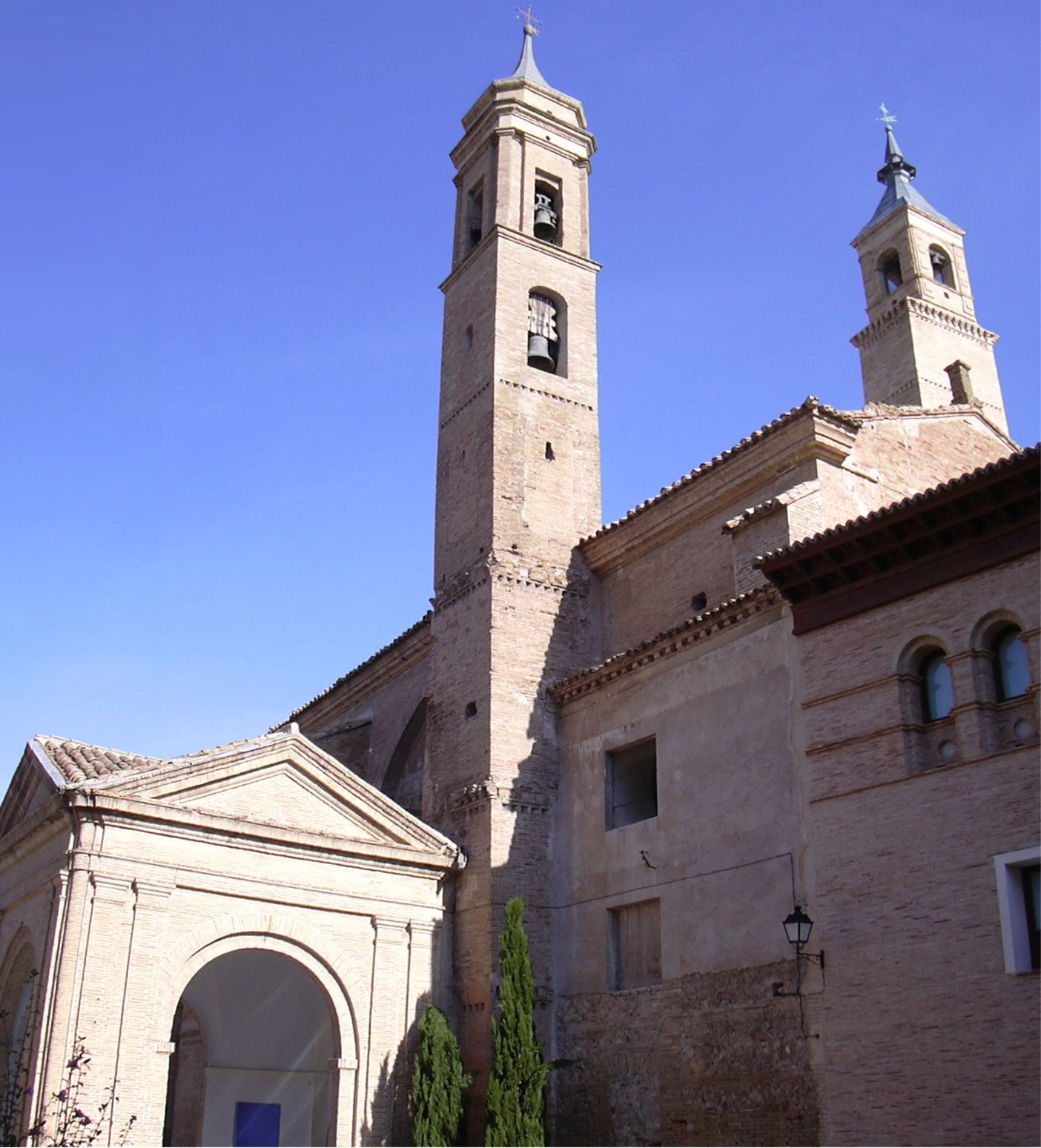
Colegiata de Santa María, en Borja

En 2020 en la diócesis existían 139 parroquias agrupadas desde 1956 en 5 arciprestazgos:
- Arciprestazgo de Tarazona;
- Arciprestazgo de Huecha;
- Arciprestazgo del Bajo Jalón;
- Arciprestazgo de Calatayud;
- Arciprestazgo del Alto Jalón.

Arciprestazgos de la diócesis de Tarazona

Es una de las diócesis con menos población de toda España y una de las más antiguas. Ha sido una diócesis de gran importancia estratégica, pues sus dominios ocupaban territorio de tres reinos distintos, Castilla, Navarra y Aragón.
Los tres papas españoles que han existido a lo largo de la historia han tenido relación de una forma u otra con la diócesis de Tarazona. Por un lado Benedicto XIII, el papa luna, que nació en Illueca, localidad de la diócesis. Por otro lado Calixto III y Alejandro VI, ambos papas de la casa Borgia, término italiano para referirse a la casa Borja, municipio aragonés también de la diócesis. 

## Historia
No se conoce exactamente el momento de la erección de la diócesis en el siglo V. Según algunos historiadores la primera noticia histórica sobre la existencia de un obispo en la ciudad es del año 449, cuando el obispo León murió a manos de tropas bagaudas en la entonces Catedral de Santa María Magdalena. Otros testimonios documentales más probados se encuentran a partir del 465, cuando el obispo de Tyraso participó en el Concilio de Toledo. Originalmente fue sufragánea de la archidiócesis de Tarragona.
Tras la invasión árabe la diócesis desapareció, pero fue restaurada en el siglo XII cuando son reconquistados sus territorios por el rey Alfonso I de Aragón. En 1130 el Concejo de Burgos impuso algunas variaciones territoriales a la diócesis, dándole la conformación geográfica que se mantuvo inalterada hasta 1956. En 1212 el obispo García Frontín I tomó parte en la decisiva Batalla de Las Navas de Tolosa junto al Rey Pedro II de Aragón. La diócesis se extendía por territorios de las actuales provincias de Zaragoza, Navarra, Soria y La Rioja. En el momento inmediatamente posterior a la reconquista de la ciudad se empezó a construir la actual catedral, que en el siglo XIV, durante la guerra de los dos Pedros, sufrió importantes daños y como consecuencia de ello tuvieron que realizarse importantes obras.
En 1318 pasó a formar parte de la provincia eclesiástica de la archidiócesis de Zaragoza.
El 27 de marzo de 1783 el papa Pío VI erigió la diócesis de Tudela con la bula Ad universam agri separándola de la diócesis de Tarazona. La comarca de Tudela había sido parte de la diócesis de Tarazona desde la Edad Media. 
Desde el 17 de julio de 1889 al 2 de septiembre de 1955 la diócesis de Tudela quedó bajo administración a los obispos de Tarazona. El 2 de septiembre de 1955, en virtud del decreto Initis inter de la Congregación Consistorial, Tudela volvió a ser administrada por los obispos de Pamplona. Con el mismo decreto se revisaron los límites de la diócesis para hacerlos coincidir con los de la provincia civil, en aplicación del concordato entre la Santa Sede y el Gobierno español de 1953. La diócesis de Tarazona cedió el arciprestazgo de Alfaro a la diócesis de Calahorra y La Calzada, 18 parroquias a la diócesis de Osma y otras 13 a la diócesis de Pamplona. Al mismo tiempo se amplió con los arciprestazgos de Illueca y Magallón y las parroquias de Arándiga, Riela, Salillas y Lumpiaque, que pertenecían a la archidiócesis de Zaragoza, y con el arciprestazgo de Ariza tomado de la diócesis de Sigüenza. La frontera con las otras diócesis aragonesas quedó en el río Jalón.

## Estadísticas
Según el Anuario Pontificio 2021 la diócesis tenía a fines de 2020 un total de 69 000 fieles bautizados.
| Año                                                                             | Población            | Población | Población      | Sacerdotes | Sacerdotes    | Sacerdotes    | Bautizados por sacerdote | Diáconos permanentes | Religiosos | Religiosos | Parroquias |
| Año                                                                             | Bautizados católicos | Total     | % de católicos | Total      | Clero secular | Clero regular | Bautizados por sacerdote | Diáconos permanentes | Varones    | Mujeres    | Parroquias |
| ------------------------------------------------------------------------------- | -------------------- | --------- | -------------- | ---------- | ------------- | ------------- | ------------------------ | -------------------- | ---------- | ---------- | ---------- |
| 1950                                                                            | 180 426              | 180 426   | 100.0          | 396        | 313           | 83            | 455                      |                      | 287        | 849        | 148        |
| 1970                                                                            | 112 568              | 112 586   | 100.0          | 185        | 171           | 14            | 608                      |                      | 28         | 428        | 147        |
| 1980                                                                            | 96 500               | 96 800    | 99.7           | 147        | 137           | 10            | 656                      |                      | 13         | 329        | 142        |
| 1990                                                                            | 89 490               | 89 830    | 99.6           | 120        | 106           | 14            | 745                      |                      | 20         | 314        | 141        |
| 1999                                                                            | 79 341               | 80 520    | 98.5           | 100        | 87            | 13            | 793                      |                      | 13         | 261        | 139        |
| 2000                                                                            | 77 424               | 78 670    | 98.4           | 99         | 84            | 15            | 782                      |                      | 15         | 253        | 139        |
| 2001                                                                            | 75 890               | 77 250    | 98.2           | 83         | 83            |               | 914                      |                      |            | 238        | 139        |
| 2002                                                                            | 76 709               | 79 193    | 96.9           | 79         | 79            |               | 971                      |                      |            | 248        | 138        |
| 2003                                                                            | 78 208               | 80 582    | 97.1           | 74         | 74            |               | 1056                     |                      |            | 215        | 138        |
| 2004                                                                            | 80 583               | 83 220    | 96.8           | 80         | 78            | 2             | 1007                     |                      | 2          | 202        | 138        |
| 2010                                                                            | 74 250               | 87 505    | 84.9           | 96         | 92            | 4             | 773                      |                      | 4          | 155        | 140        |
| 2014                                                                            | 72 050               | 75 000    | 96.1           | 82         | 73            | 9             | 878                      |                      | 9          | 141        | 139        |
| 2017                                                                            | 70 000               | 74 130    | 94.4           | 80         | 74            | 6             | 875                      |                      | 6          | 130        | 139        |
| 2020                                                                            | 69 000               | 73 100    | 94.4           | 82         | 74            | 8             | 841                      | 1                    | 8          | 110        | 139        |
| Fuente: Catholic-Hierarchy, que a su vez toma los datos del Anuario Pontificio. |                      |           |                |            |               |               |                          |                      |            |            |            |

Según cifras oficiales, durante el curso 2018-2019 se formaron 6 seminaristas en el Seminario Mayor diocesano.

## Episcopologio
Desde el 17 de septiembre de 2022, el obispo de Tarazona en Vicente Rebollo Mozos. El 28 de junio de 2022 fue publicado su nombramiento por el papa Francisco, y su consagración episcopal tuvo lugar 17 de septiembre del mismo año en la Catedral de Nuestra Señora de la Huerta.